# Wismut
Wismut GmbH je nástupnická organizace sovětsko-německé akciové společnosti (SDAG) Wismut, těžební firmy, která byla v letech 1954 až 1991 čtvrtým největším světovým producentem uranu. Firma Wismut GmbH vznikla po znovusjednocení Německa na základě dohody o převedení sovětského podílu v SDAG Wismut na německý stát. Tato dohoda byla uzavřena mezi Spolkovou republikou Německo a Sovětským svazem 16. 5. 1991 a vstoupila v platnost 18. prosince 1991, pouhých 8 dní před oficiálním zánikem Sovětského svazu. Úkolem tohoto podniku, spadajícím pod spolkové Ministerstvo průmyslu a energetiky, je sanace a rekultivace následků téměř čtyř desítek let těžby uranu ve spolkových zemích Sasko a Durynsko.

## Historie
Ihned po skončení druhé světové války se sovětské orgány začaly zajímat o možnosti využití surovinových zdrojů, ležících v sovětské okupační zóně Německa. Mimořádná pozornost byla věnována zejména možnostem využití místních zásob uranu jako suroviny, nezbytné pro sovětský jaderný program a výrobu jaderných zbraní. Již 14. září 1945 bylo při 9. správě Ministerstva vnitra Sovětského svazu zřízeno "Saské průzkumné oddělení", jehož úkolem bylo zmapování ložisek uranové rudy v Krušných horách. Uvedené oddělení bylo přímo podřízeno vojenskému velení Rudé armády v sovětské okupační zóně.

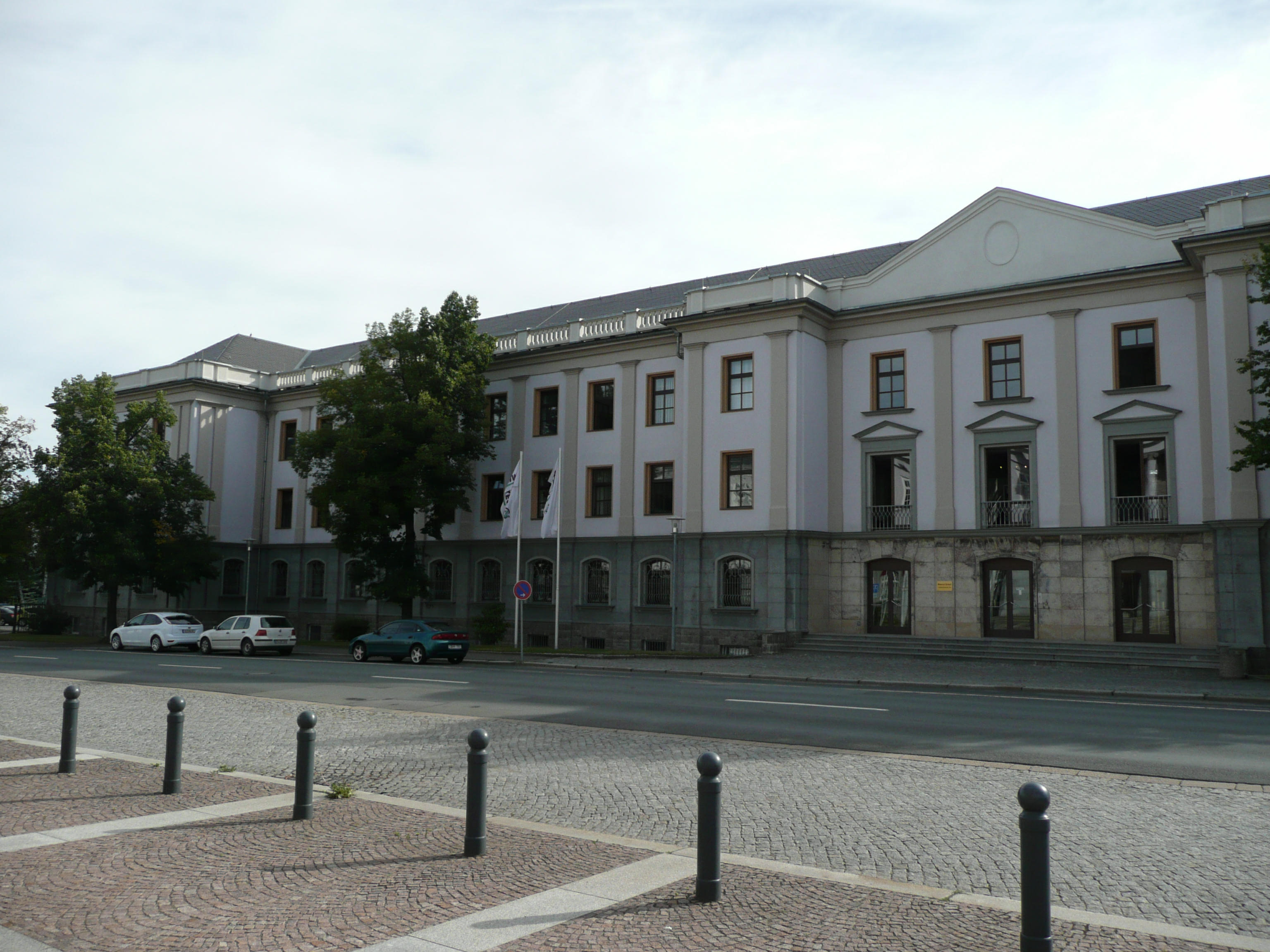
Sídlo ředitelství podniku Wismut GmBH v saském městě Chemnitz

Sovětská armáda převzala postupně do své správy místní doly. Ve výkazech těžby se například již k 16. březnu 1946 objevuje zisk 22,2 tuny uranu v Johanngeorgenstadtu a 10 tun v Schneebergu.

### SAG Wismut (1947– 1953)
Na základě rozkazu č. 128 Sovětské vojenské okupační správy v Německu (rusky Советская военная администрация в Германии) byla v květnu roku 1947 sovětskými orgány převzata řada krušnohorských dolů jako náhrada v rámci válečných reparací. Dne 6. 6. 1947 byla zřízena sovětská akciová společnost (SAG) Wismut se základním kapitálem 50 miliónů rublů a sídlem v Moskvě. Jejím generálním ředitelem byl Radou ministrů SSSR jmenován generálmajor Michail Mitrofanovič Malcev (Михаил Митрофанович Мальцев). Základním majetkem společnosti se dle rozkazu č. 131 Sovětské vojenské správy v Sasku z 30. května 1947 staly báňské správy a provozy v Johanngeorgenstadtu, Schneebergu, Annabergu-Buchholzu, Marienbergu, Lauteru a úpravna rudy v Pechtelsgrünu.

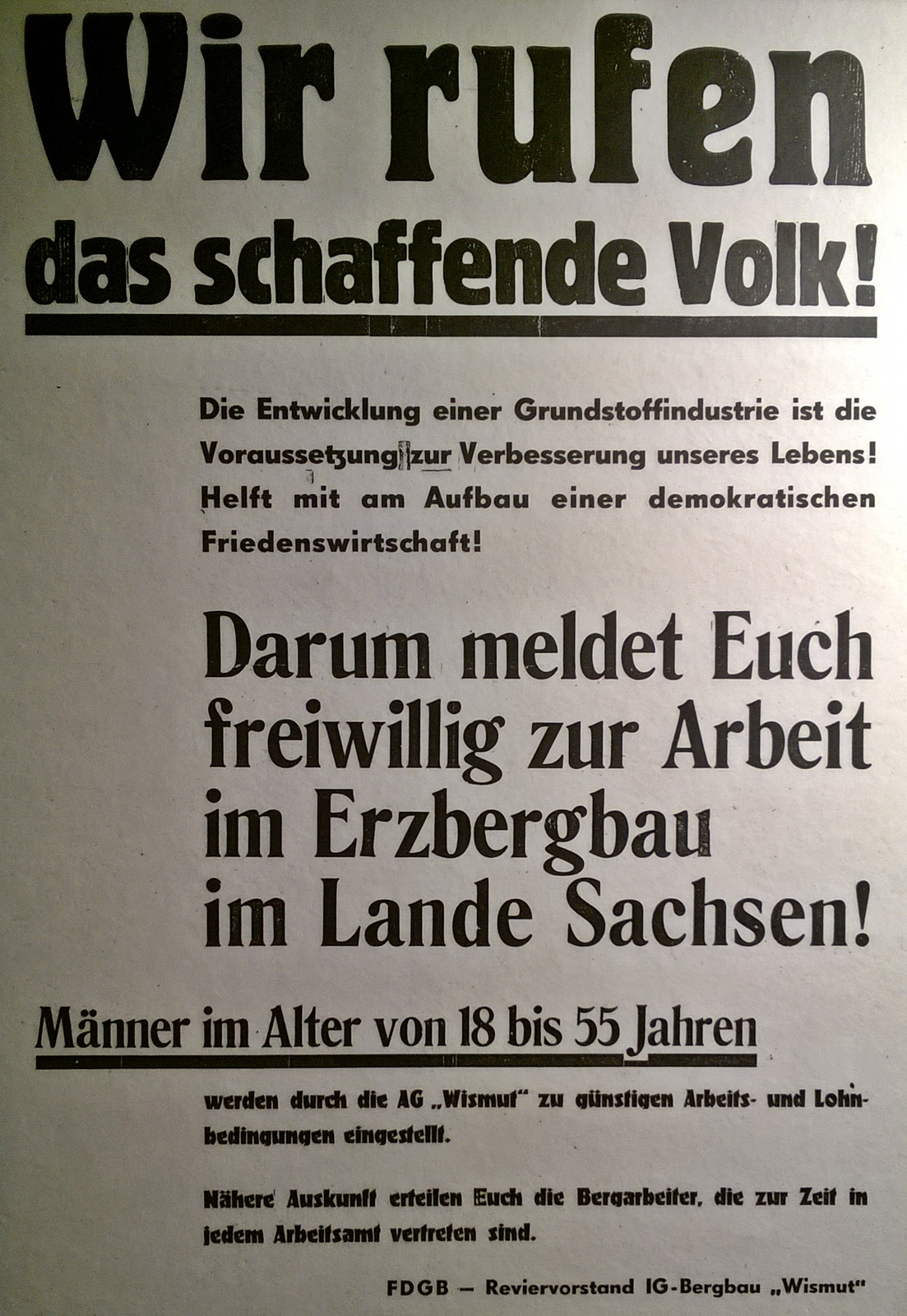
Náborový leták SAG Wismut

Již v prosinci roku 1947 měla tato společnost v Německu 43 590 zaměstnanců, z čehož zhruba tři čtvrtiny pocházely ze Saska. Na rozdíl od situace v Československu pro společnost Wismut nepracovali političtí a další vězni, pracovníci byli vesměs získávání náborem. Od roku 1950 došlo ke zpřísnění pracovních podmínek a ostrahy v saských dolech, i menší pracovní prohřešky byly trestány velmi přísně. V letech 1951 - 1953 bylo na sedm desítek zaměstnanců označeno za špióny, odvlečeno do Sovětského svazu a tam popraveno.
V období let 1947 až 1950 se těžba uranu na území sovětské okupační zóny v Německu (od roku 1949 NDR) každoročně zdvojnásobovala. Zatímco v roce 1947 činila 150 tun, v roce 1948 to bylo 321,2 tuny, v roce 1949 767,8 tuny a v roce 1950 už 1224 tun (pro srovnání - na území ČSR se mezi léty 1947 - 1950 zvýšila produkce uranu z 49,1 tuny na 281,4 tuny).

### SDAG Wismut (1954–1991)
Po roce 1953 byly všechny sovětské akciové společnosti na území Německé demokratické republiky přeměněny v národní podniky. Původní sovětská akciová společnost Wismut byla likvidována a byla znovu založena jako sovětsko - německá akciová společnost (SDAG) Wismut. V této podobě existovala až do roku 1991, kdy na základě mezistátní dohody byl sovětský podíl ve společnosti převeden na německý stát a následně byla založena státní firma Wismut GmbH za účelem odstranění ekologické zátěže, způsobené těžbou uranu na německém území.
Celkem bylo od roku 1946 až do konce roku 1990 společností Wismut na území východního Německa vytěženo zhruba 250 000 tun uranu, což představovalo zhruba jednu třetinu veškeré produkce uvedené suroviny v zemích východního bloku.

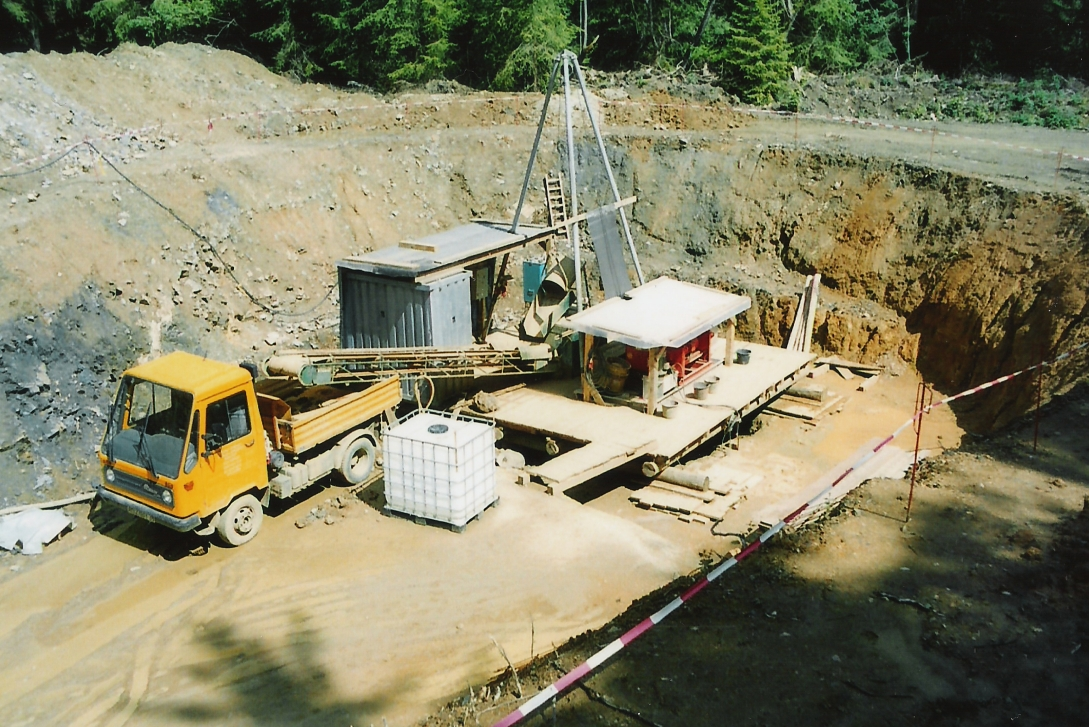
Zabezpečovací práce u bývalé šachty č. 26 (tzv. Waldschacht) nedaleko rybníka Filzteich u Schneebergu (snímek z roku 2005)

## Odstraňování ekologické zátěže
Těžba uranu zanechala na území německých spolkových zemí Saska a Durynska mnoho negativních stop. Úkolem státní společnosti Wismut GmbH je zabezpečení jednotlivých objektů, staveb a šachet, ochrana podzemních vod, dekontaminace a sanace bývalých provozů, důlních hald a usazovacích nádrží. Wismut GmbH se sídlem v Chemnitz má své pobočky v Durynsku v Ronneburgu (hornický revír Ronneburg) a v Seelingstädtu (úpravny rud Seelingstädt a Crossen) a v saských střediscích Aue (uranová ložiska Niederschlema-Alberoda a Pöhla) a Königsteinu (ložiska Königstein a Freital).

## Předávání zkušeností
Z iniciativy Mezinárodní agentury pro atomovou energii (MAAE, zkratka anglického názvu IAEA) ve dnech 20. a 21. 10. 2016 zavítali do Německa zástupci japonské prefektury Fukušima, aby zde od odborníků z firmy Wismut převzali poznatky a zkušenosti, které by mohli využít při odstraňování následků havárie místní jaderné elektrárny, k níž došlo po zatopení vlnou tsunami v roce 2011.

## Informační a výstavní centrum
Na jihozápadním okraji města Ronneburgu v Durynsku se nachází v tzv. "Objektu 90" výstavní centrum společnosti Wismut, kde se návštěvníci mohou seznámit s historií těžby uranu v Německu i s aktuální situací při odstraňování ekologické zátěže, způsobené touto těžbou.